# 瑞雲院 (京都市下京区)
瑞雲院（ずいうんいん）は、京都府京都市下京区岩上通五条上る東側柿本町にある日蓮宗の寺院。山号は大光山。大本山本圀寺の塔頭、奠師法縁(奠統会)。寺領が100石であったことから百石寺、百石さんと呼ばれる。境内には小早川秀秋の墓所があり、本堂に秀秋の像や鳥居元忠等が篭城戦を戦った伏見城の床材を建材に転用した血天井がある。

## 歴史
- 慶長7年（1602年）小早川秀秋（1582年－1602年）の菩提供養のため本圀寺の塔頭玉陽院を改称して日求を開山に開創された。

## 参考資料
- 日蓮宗寺院大鑑編集委員会『宗祖第七百遠忌記念出版 日蓮宗寺院大鑑』大本山池上本門寺 (1981年)